# Josef Množislav Bačkora
Josef Množislav Bačkora (12. února 1803 Malín – 5. prosince 1876 Praha ) byl český pedagog. Dvacet let vyučoval na c. k. české hlavní škole (dříve vzorná česká škola) v Praze. Byl autorem učebnic a knih pro mládež. Překládal z ruštiny. Jeho bratr Štěpán Bačkora (1813–1887) byl rovněž známý učitel; společně vydali některé práce.

## Život
Pokřtěn byl Josef František. Narodil se 12. února 1803 v Malíně u Kutné Hory v rodině učitelského pomocníka a baráčníka Františka Bačkory, původem z Telče. Školní docházku absolvoval v Malíně a Kutné Hoře, kde vystudoval i učitelskou průpravku. Poté získal zaměstnání jako pomocník na městské škole v Čáslavi. Měl zájem si rozšířit vzdělání, proto odjel do Prahy s cílem získat kvalifikaci pro hlavní školu. Z finančních důvodů ale musel studium přerušit a přijmout místo soukromého vychovatele ve Zdechovicích v rodině hraběte Paara. S našetřenými penězi se vrátil a roku 1827 se mu podařilo požadované vysvědčení získat. Od roku 1827 již žil trvale v Praze. Nemohl ale najít stálé místo, pracoval nadále jako soukromý učitel a ve volném čase navštěvoval univerzitní přednášky Jana Nejedlého.
Roku 1835 složil další zkoušky na hrádecké opatrovně Jana Svobody, což mu umožnilo získat v roce 1837 místo v opatrovně na Malé Straně. Působil tam do roku 1843, kdy se vrátil k soukromému vyučování.
Roku 1848 byl přijat na nově založenou vzornou českou školu, později označovanou jako c. k. česká hlavní škola, na Novém Městě, s níž byl spojen i učitelský ústav. Působil tam dvacet let. Byl známý svým jemným, humánním vystupováním a vytříbeným jazykem.
V roce 1868 vyhlásila vídeňská vláda konkurs na obsazení několika učitelských míst na c. k. hlavní škole v Praze, což znamenalo výpověď pro Bačkoru a několik dalších učitelů. Toto rozhodnutí bylo v českém tisku ostře kritizováno, protože se propuštění týkalo úspěšných a oblíbených českých učitelů, zatímco v téže době v řadě českých obcí zůstávali ve školách nepopulární zastánci germanizace. František Jan Zoubek, ředitel c. k. hlavní a průmyslové školy na Smíchově, se pokusil toto rozhodnutí zvrátit osobní žádostí císaři Františku Josefovi I. během jeho návštěvy Prahy, byl ale odmítnut.
Aby se uživil, vrátil se Bačkora k soukromému vyučování. Jako jistou satisfakci za propuštění byl jmenován společně s dalšími postiženými (Karel Slavoj Amerling, Škoda, Tesař) čestným členem Jednoty učitelské pro kraj písecký.
Roku 1874 získal zásluhou Václava Kredby a Jana Lepaře výpomocné místo na pražské škole. Dlouho tam ale nesetrval — počátkem školního roku 1876–77 onemocněl a 5. prosince 1876 zemřel.

### Rodina
S manželkou Uršulou (1825–1875) měl šest dětí. Nejmladší dceři bylo v době úmrtí matky 12 let.
- Bratr Štěpán Bačkora (1813–1887) se rovněž proslavil jako učitel a odborný spisovatel.
- Syn Přemysl (1848–1904), známý pod jménem Bedřich Bernau, byl autorem historických a vlastivědných spisů v češtině i němčině.[8]

## Dílo
Je autorem např. těchto knižně vydaných prací:
- Malý Gratulant, čili, Přánky malých (1845, společně s bratrem Štěpánem)
- Malý vyprávěč, čili, Deklamovanky (1845, společně s bratrem Štěpánem)
- Počátky ve čtení (1849–52)
- Návodná proprava ke mluvnici (1850)
- Praktické navedení ke hláskování a čtení (1854)

Překlady:
- Faddej Venediktovič Bulgarin: Iwan Wyžihin : powjdka zábawná a poučná (1842)
- Nikolaj Michajlovič Karamzin: První dobytí Sibiře od Rusů s předeslanými staršími dějinami sibiřskými, pokud stýkají se s říší ruskou (1861)
- Anne Fraser Tytler: Marie a Flora : povídka pro dítky a rodiče i pro pěstouny (1871)
- Aleksandra Išimová: Život Petra Velikého pro mládež dospělejší (1878)

Přispíval rovněž do časopisů (Česká včela, Jindy a nyní, Vlastimil, Květy). Br